# Меденников, Анатолий Сергеевич
Анато́лий Серге́евич Меденников (род. 16 марта 1958, Свердловск) — советский конькобежец, специализировавшийся в спринте, участник зимних Олимпийских игр 1980 года, бронзовый призёр чемпионата мира, 2-кратный рекордсмен мира, 3-кратный чемпион СССР и 2-кратный призёр в спринтерском многоборье, заслуженный мастер спорта СССР. Выступал за "Динамо" (Свердловск).

## Спортивная карьера
Анатолий Меденников родился в Свердловске, где и встал на коньки. Но до этого он лучше других играл в футбол. Однако в возрасте 11 лет приглянулся конькобежным тренерам и был приглашён в свердловскую спецшколу "Динамо", где стал тренироваться у Юрия Деркача. С тренером они понимали друг друга с полуслова и в конечном итоге успехи пришли стремительно. В середине 70-х он был победителем 
и рекордсменом СССР на первенстве страны среди юниоров, на чемпионате Северных стран.
В 1977 году выиграл чемпионат СССР среди юниоров в спринте, а через год и в забеге на 500 метров. В 1978 году Анатолий Меденников занял 5 место на чемпионат мира среди юниоров в Монреале и стал серебряным призёром чемпионата страны в спринте. В апреле он установил на катке Медео два рекорда СССР и одновременно два рекорда мира на дистанции 1000 метров со временем 1:14,46 и в спринтерском многоборье - 150,035. 
В 1979 году на дебютном чемпионате мира в спринтерском многоборье занял 27-е место, а в марте выиграл впервые чемпионат СССР в спринте. В 1980 году Меденников вновь стал чемпионом страны в спринте и отправился на зимние Олимпийские игры в Лейк-Плэсиде, где занял 7 место на дистанции 500 метров и 15 место на дистанции 1000 метров. Через год занял 2-е место на чемпионате Союза и завоевал бронзовую медаль на спринтерском чемпионате мира в Гренобле. 
В марте 78-го выиграл Кубок СССР и ГДР, проходивший в Алма-Ате. В 1982 году в третий раз выиграл чемпионат СССР в спринте и на спринтерском чемпионате мира занял 32 место. После 1982 года Анатолий Меденников продолжал участвовать в национальных соревнованиях, попадал на подиумы чемпионата РСФСР, международного Кубка "Динамо" и в других соревнованиях, но на чемпионате СССР выше 6-го места не поднимался. В 1986 году он завершил карьеру спортсмена.

### Личная жизнь
Анатолий Меденников продолжает играть в футбол среди ветеранов в настоящее время в своём родном городе Екатеринбурге. Также участвует и в соревнованиях ветеранов по конькобежному спорту. Анатолий Сергеевич является директором ООО "Медис" в Екатеринбурге с 2010 года. Компания занимается грузоперевозками.